# Happy End (japanische Band)
Happy End (はっぴいえんど) ist eine japanische Folk-Rock-Band, die von 1970 bis 1973 aktiv war.
Die Alben von Happy End verbinden westliche Folk-Musik und japanische Melodien, wobei die Sänger Haruomi Hosono und Takashi Matsumoto japanisch und nicht englisch singen. Für ihr Album 'Happy End' (1973) engagierte die Gruppe Lowell George (von Little Feat) und Van Dyke Parks, zu hören auf dem Stück Sayonara America, Sayonara Nippon. Auf dem Soundtrack zum Film Lost in Translation (2003) ist das Lied Kaze Wo Atsumete aus ihrem zweiten Studioalbum Kazemachi Roman zu hören. Dieses Album belegt den 1. Platz auf Rolling Stone Japan's "100 Greatest Japanese Rock Albums of All Time".
Nach seiner Zeit bei Happy End gründete Haruomi Hosono das Yellow Magic Orchestra. Eiichi Ohtaki (* 28. Juli 1948) starb am 30. Dezember 2013, er erstickte beim Essen eines Apfels.

## Diskografie

### Studioalben
- 1970: Happy End (はっぴいえんど)
- 1971: Kazemachi Roman (風街ろまん)
- 1973: Happy End

### Livealben und Kompilationen
- 1973: City – Happy End Best Album (City – はっぴいえんどベスト・アルバム)
- 1974: Live Happy End (ライブ・はっぴいえんど」)
- 1974: Singles (シングルス)
- 1982: Happy End Story (はっぴいえんどストーリー)
- 1984: Happy End & Kazemachi Roman (はっぴいえんど&風街ろまん)
- 1985: The Happy End
- 1985: Best (ベスト)
- 1986: Greeeatest Live! On Stage
- 1989: Live On Stage
- 1993: Happy End Best (はっぴいえんどベスト)
- 1993: Happy End (はっぴいえんど)

### Singles
- 1971: 12 Gatsu No Ame No Hi (12月の雨の日)
- 1971: Hanaichimonme (花いちもんめ)
- 1973: Sayonara America, Sayonara Nippon (さよならアメリカさよならニッポン)
- 1999: Ashita Tenki Ni Naare / Kaze Wo Atsumete / Ayakashi No Dohbutsuen (Live Version) (あしたてんきになあれ／風をあつめて／あやか市の動物園 (ライヴ・ヴァージョン))